# Europees kampioenschap voetbal 1976
Het Europees kampioenschap voetbal mannen 1976 vond plaats van 16 tot 20 juni en werd gehouden in Joegoslavië. Het was de vijfde editie van het EK, dat sinds 1960 elke vier jaar gehouden wordt.
Aan het eindtoernooi deden slechts vier landen mee. Uit de kwartfinalisten (winnaars van de acht kwalificatiegroepen) wees de UEFA Joegoslavië aan als voorlopige organisator. De Joegoslaven moesten wel hun kwartfinale winnen van Wales om het EK ook daadwerkelijk te mogen organiseren. Als Joegoslavië had verloren, dan was het toernooi in West-Duitsland gehouden. Indien ook de West-Duitsers zouden zijn uitgeschakeld in de kwartfinale, dan was de organisatie gegaan naar de winnaar van Nederland–België.

## Kwalificatie

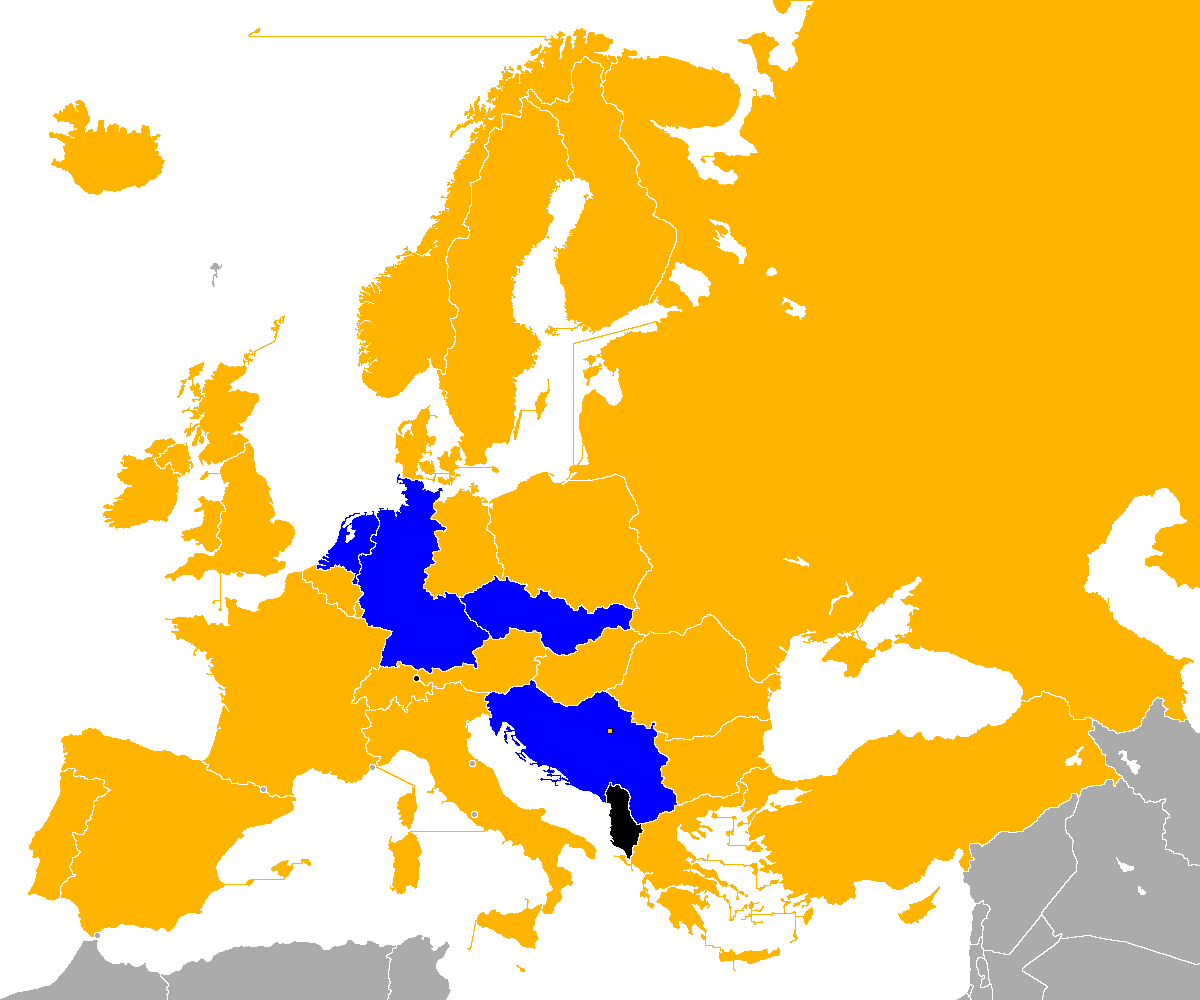
Gekwalificeerd
Niet gekwalificeerd
Niet deelgenomen
Geen UEFA-lid

| Land                   | Kwalificatie | Eerdere deelnames aan EK1 |
| ---------------------- | ------------ | ------------------------- |
| Tsjecho-Slowakije      | Kwartfinale  | 1 (1960)                  |
| Nederland              | Kwartfinale  | 0 (debuut)                |
| West-Duitsland         | Kwartfinale  | 1 (1972)                  |
| Joegoslavië (Gastland) | Kwartfinale  | 2 (1960, 1968)            |

## Speelsteden
| Zagreb                             | Belgrado                            |
| ---------------------------------- | ----------------------------------- |
| Maksimirstadion Capaciteit: 40.000 | Rode Sterstadion Capaciteit: 51.328 |
|                                    |                                     |

## Loting
De loting vond plaats op woensdag 14 januari 1976 in het Zwitserse Zürich, direct na de loting van de kwartfinales. De deelnemers aan het eindtoernooi waren op dat moment dus nog niet bekend. De winnaar van Tsjecho-Slowakije–Sovjet-Unie werd in de loting gekoppeld aan de winnaar van Nederland–België, terwijl de winnaar van Joegoslavië–Wales lootte tegen de winnaar van Spanje–West-Duitsland/Griekenland (het was op dat moment nog niet bekend wie de winnaar van kwalificatiegroep 8 zou worden; West-Duitsland of Griekenland). Nadat op 22 mei de terugwedstrijden van de kwartfinales waren afgelopen was het duidelijk welke vier landen zich hadden gekwalificeerd en dat de halve finales gespeeld zouden worden tussen Tsjecho-Slowakije en Nederland enerzijds en tussen gastland Joegoslavië en titelhouder West-Duitsland anderzijds.

## Uitslagen
Voor de wedstrijd was het Nederlands elftal vooral bezig met de volgende wedstrijd: de finale tegen West-Duitsland, een revanche voor de WK-finale. Er was zelfs discussie of Johan Cruijff niet gespaard moest worden voor de halve finale, omdat hij bij een gele kaart geschorst zou worden. Voor de wedstrijd was er onrust, er was uitgelekt dat bondscoach George Knobel na het EK zou stoppen, hetgeen niet bevorderlijk was voor de discipline. De scheidsrechter uit Wales, Clive Thomas, kwam voor de wedstrijd in de Nederlandse kleedkamer om de Nederlanders duidelijk te maken dat provocerend gedrag, dat hij gezien had op het WK in 1974, niet zou worden toegestaan. De toon voor de wedstrijd was gezet.
In Zagreb, waar de regen met bakken naar beneden kwam, begon Tsjecho-Slowakije fel aan de wedstrijd en kwam op een 1-0 voorsprong door verdediger Ondruš. Nederland kwam niet in zijn spel, raakte geïrriteerd en er ontstond een buitengewoon hard duel, waar de tackles steeds feller werden. Bij de Tsjechen werd Polak van het veld gestuurd waarna Nederland terugkwam op 1-1 na een ongelukkig eigen doelpunt van Ondruš. De wedstrijd leek te kantelen, maar Johan Neeskens nam revanche na een overtreding, die niet gegeven werd, met een regelrechte doodschop. Neeskens bleef na de getrokken rode kaart bij de cornervlag staan en de scheidsrechter dreigde de wedstrijd te stoppen. Johan Cruijff kreeg een gele kaart vanwege praten en zou geschorst zijn voor de finale. In de verlenging kwam het moment van de wedstrijd: Johan Cruijff werd genadeloos gevloerd, Thomas gaf niet eens een vrije trap en in de tegenaanval scoorde Nehoda. Nu was de oorlog compleet, Willem van Hanegem weigerde af te trappen, kreeg een rode kaart, maar weigerde de rode kaart te accepteren en Thomas dreigde opnieuw de wedstrijd te staken als Van Hanegem het veld niet verliet. In de slotminuten scoorde Veselý het derde Tsjecho-Slowaakse doelpunt en de afgang van Oranje was compleet.
Het had weinig gescheeld of er kwam een Oost-Europese finale in het toernooi. Joegoslavië had geen respect voor de wereldkampioen en nam na een half uur een 2-0 voorsprong tegen West-Duitsland. Onder de bezielende leiding van de swingende aanvaller Džajić was Joegoslavië lange tijd de baas op het veld. Tegen West-Duitsland was dat absoluut geen garantie voor succes, want in de tweede helft zorgden Flohe en de invallende debutant Dieter Müller voor de 2-2 eindstand. In de slotfase van de verlenging sloeg Müller nog twee keer toe en bewees zo dat de naam Müller nog steeds een garantie voor goals was.

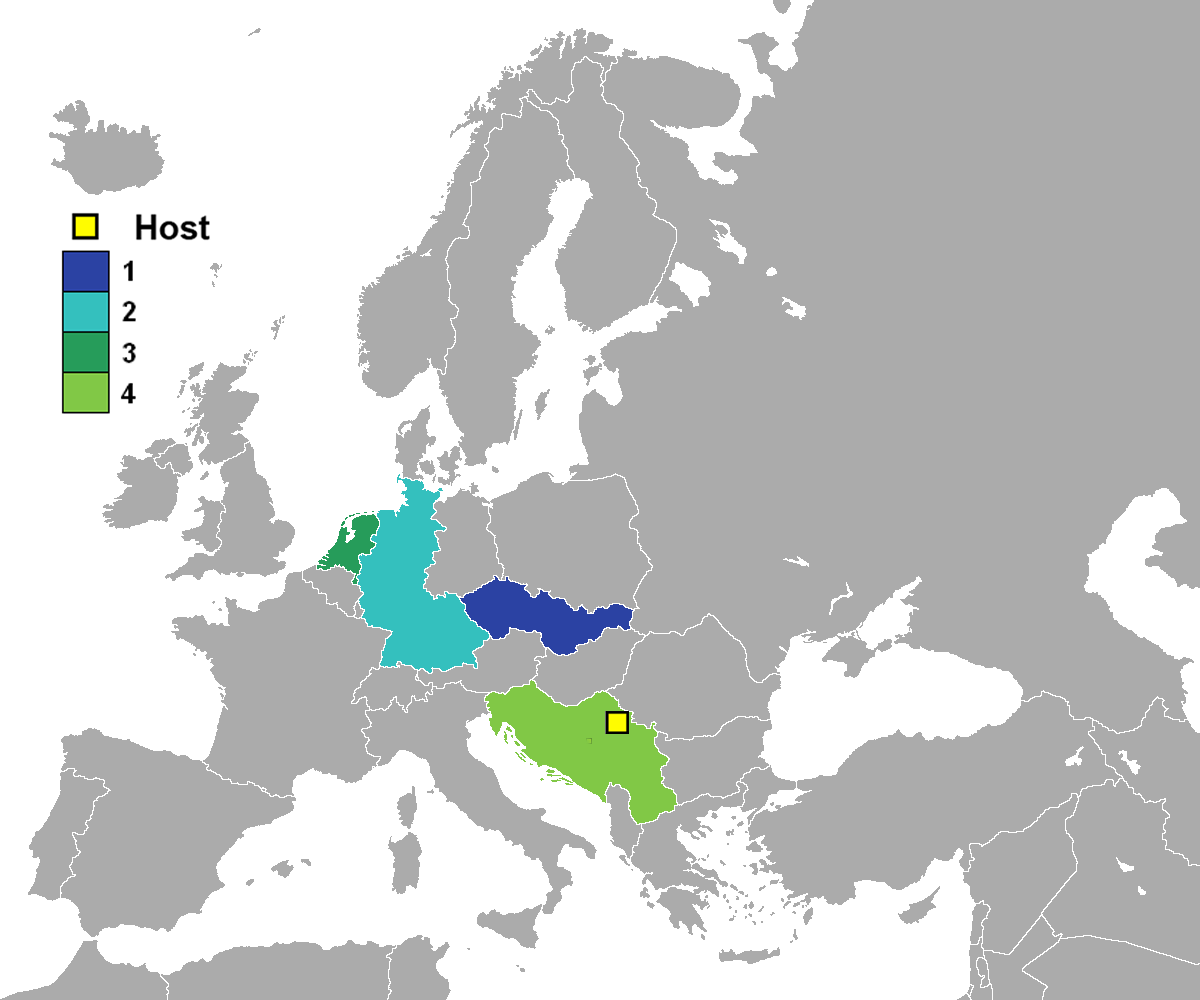
Deelnemende landen

|  | Halve finale       | Halve finale       |       |                  | Finale             | Finale |
|  |                    |                    |       |                  |                    |        |
|  | 16 juni – Zagreb   |                    |       |                  |                    |        |
|  | Tsjecho-Slowakije  | 3                  |       |                  |                    |        |
|  | Nederland          | 1                  |       |                  |                    |        |
|  |                    |                    |       |                  |                    |        |
|  |                    |                    |       |                  | 20 juni – Belgrado |        |
|  |                    |                    |       |                  | Tsjecho-Slowakije  | 2 (5)  |
|  |                    | West-Duitsland     | 2 (3) |                  |                    |        |
|  |                    |                    |       |                  |                    |        |
|  |                    |                    |       |                  | Derde plaats       |        |
|  | 17 juni – Belgrado | 17 juni – Belgrado |       | 19 juni – Zagreb | 19 juni – Zagreb   |        |
|  | Joegoslavië        | 2                  |       | Nederland        | 3                  |        |
|  | West-Duitsland     | 4                  |       |                  | Joegoslavië        | 2      |

### Halve finales
|                                                   |                                    |                        |                   |                                                                                 |
| 16 juni 1976 «onderlinge duels» 20:15 uur (UTC+1) | Tsjecho-Slowakije                  | 3 – 1 (n.v.)           | Nederland         | Maksimirstadion, Zagreb Toeschouwers: 17.969 Scheidsrechter: Clive Thomas (WAL) |
| 16 juni 1976 «onderlinge duels» 20:15 uur (UTC+1) | Ondruš 20' Nehoda 114' Veselý 118' | verslag (UEFA) verslag | 73' (e.d.) Ondruš | Maksimirstadion, Zagreb Toeschouwers: 17.969 Scheidsrechter: Clive Thomas (WAL) |

|                                                   |                         |                        |                                              |                                                                                     |
| 17 juni 1976 «onderlinge duels» 20:15 uur (UTC+1) | Joegoslavië             | 2 – 4 (n.v.)           | West-Duitsland                               | Rode Sterstadion, Belgrado Toeschouwers: 50.562 Scheidsrechter: Fred Delcourt (BEL) |
| 17 juni 1976 «onderlinge duels» 20:15 uur (UTC+1) | Popivoda 20' Džajić 32' | verslag (UEFA) verslag | 65' Flohe 80' Müller 115' Müller 119' Müller | Rode Sterstadion, Belgrado Toeschouwers: 50.562 Scheidsrechter: Fred Delcourt (BEL) |

### Troostfinale
|                                                   |                           |                        |                                       |                                                                                       |
| 19 juni 1976 «onderlinge duels» 20:15 uur (UTC+1) | Joegoslavië               | 2 – 3 (n.v.)           | Nederland                             | Maksimirstadion, Zagreb Toeschouwers: 6.766 Scheidsrechter: Walter Hungerbühler (SUI) |
| 19 juni 1976 «onderlinge duels» 20:15 uur (UTC+1) | 43' Katalinski 82' Džajić | verslag (UEFA) verslag | Geels 27', 107' W. van de Kerkhof 39' | Maksimirstadion, Zagreb Toeschouwers: 6.766 Scheidsrechter: Walter Hungerbühler (SUI) |

### Finale
|                                                         |                                      |                        |                              |                                                                                      |
| 20 juni 1976 № 411 «onderlinge duels» 20:15 uur (UTC+1) | Tsjecho-Slowakije                    | 2 – 2 (n.v.)           | West-Duitsland               | Rode Sterstadion, Belgrado Toeschouwers: 30.790 Scheidsrechter: Sergio Gonella (ITA) |
| 20 juni 1976 № 411 «onderlinge duels» 20:15 uur (UTC+1) | Švehlík 8' Dobiaš 25'                | verslag (UEFA) verslag | 28' D. Müller 89' Hölzenbein | Rode Sterstadion, Belgrado Toeschouwers: 30.790 Scheidsrechter: Sergio Gonella (ITA) |
| 20 juni 1976 № 411 «onderlinge duels» 20:15 uur (UTC+1) | Strafschoppen                        |                        |                              | Rode Sterstadion, Belgrado Toeschouwers: 30.790 Scheidsrechter: Sergio Gonella (ITA) |
| 20 juni 1976 № 411 «onderlinge duels» 20:15 uur (UTC+1) | Masný Nehoda Ondruš Jurkemik Panenka | 5 – 3                  | Bonhof Flohe Bongartz Hoeneß | Rode Sterstadion, Belgrado Toeschouwers: 30.790 Scheidsrechter: Sergio Gonella (ITA) |

| UEFA Europees kampioenschap voetbal Winnaar 1976 |
| ------------------------------------------------ |
| TSJECHO-SLOWAKIJE 1ste titel                     |

## Doelpuntenmakers
4 doelpunten
- Dieter Müller

2 doelpunten
- Ruud Geels
- Dragan Džajić

1 doelpunt
- Karol Dobiaš
- Zdeněk Nehoda
- Anton Ondruš
- Ján Švehlík
- František Veselý
- Willy van de Kerkhof
- Heinz Flohe
- Bernd Hölzenbein
- Josip Katalinski
- Danilo Popivoda

Eigen doelpunt
- Anton Ondruš (tegen Nederland)